# Wilma Rudolph
Wilma Glodean Rudolph (Clarksville, SAD, 23. lipnja 1940. – Brentwood, SAD, 12. studenog 1994.) je bila američka atletičarka, trostruka olimpijska pobjednica.
Rođena u brojnoj obitelji od 22 djece, Wilma Rudolf je u djetinjstvu bolovala od dječje paralize, tako da je prohodala tek s 12 godina. Usprkos bolesti, imala je želju natjecati se u atletici. Bila je uspješna u školskoj košarci prije nego što je počela karijeru kao atletičarka.
Već s 16 godina je bila članica štafete SAD na Olimpijskim igrama u Melbourneu 1956. godine koja je osvojila brončanu medalju. Četiri godine kasnije, na Igrama u Rimu, potpuno je dominirala ženskim sprintom s tri osvojena zlata, dva pojedinačno te jedno u štafeti.
Nakon karijere radila je kao učiteljica, trener i sportski komentator.